# Elimia hartmaniana
Elimia hartmaniana är en snäckart som först beskrevs av I. Lea 1861.  Elimia hartmaniana ingår i släktet Elimia och familjen Pleuroceridae. IUCN kategoriserar arten globalt som utdöd. Inga underarter finns listade i Catalogue of Life.